# Lo que Varguitas no dijo
Lo que Varguitas no dijo es una obra autobiográfica de Julia Urquidi publicada en 1983, que se enfoca en el tiempo que vivió una relación con el escritor Mario Vargas Llosa. Se casaron en mayo de 1955, cuando Vargas Llosa tenía 19 años y ella 29, después de enfrentar diferentes problemas por el hecho de que Julia era hermana de la tía política de Vargas Llosa y la diferencia de edades que existía. El libro tiene relevancia porque narra los años que Urquidi vivió ayudando y apoyando a Vargas Llosa a que se convirtiera en escritor exitoso, según la autora. El matrimonio sobrevivió diferentes crisis, como la infidelidad de Mario y los celos de Julia, hasta que en 1964, por medio de una carta, Vargas Llosa le confiesa a ella su amor por su prima Patricia Llosa Urquidi (y sobrina de Julia) y sus intenciones de casarse con ella. Urquidi decide escribir este libro en respuesta a La tía Julia y el escribidor escrito por Vargas Llosa.

Yo lo hice a él. El talento era de Mario, pero el sacrificio fue mío. Me costó mucho. Sin mi ayuda no hubiera sido escritor. El copiar sus borradores, el obligarlo a que se sentara a escribir. Bueno, fue algo mutuo, creo que los dos nos necesitábamos.
Julia Urquidi Entrevista al diario El Deber, 2003.